# Lucas Demare
Lucas Demare (né le 14 juillet 1910 à Buenos Aires et mort le 6 septembre 1981  dans la même ville) est un réalisateur, scénariste et producteur argentin, qui occupe une place importante dans le cinéma argentin des années 1940, 1950 et 1960.

## Biographie
Issu d'une famille Française de musiciens, il s'initie au cinéma en Espagne à partir de 1933 en tant qu'acteur et musicien dans le film Boliche, puis exerce différents métiers du cinéma, tels qu'assistant, clapman ou accessoiriste. De retour en Argentine en 1937, il réalise son premier film en 1938, et obtient son premier succès avec le film El Cura Gaucho en 1941, puis sa plus grande réussite avec La Guerre des gauchos (La guerra gaucha) en 1942, considéré comme le meilleur film argentin du moment. Avec l'arrivée du péronisme, il abandonne ses thèmes de prédilection et réalise des films commerciaux. Son film Después del silencio, tourné juste après la chute de Juan Perón, dénonce les tortures infligées aux étudiants et ouvriers par la police.

## Filmographie partielle

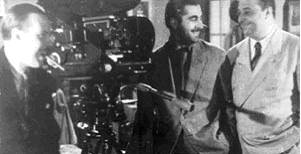
Lucas Demare entre les scénaristes Homero Manzi (à droite) et Ulyses Petit de Murat (1942)

En tant que réalisateur sauf mention contraire
- 1933 : Boliche (acteur)
- 1938 : Dos amigos y un amor
- 1941 : El cura gaucho
- 1942 : La Guerre des gauchos (La guerra gaucha)
- 1944 : Su mejor alumno
- 1946 : Nunca te diré adiós
- 1946 : Como tú lo soñaste
- 1952 : Ceux des îles (Los isleros)
- 1954 : Guacho
- 1956 : Después del silencio (en)
- 1959 : Zafra
- 1956 : Le Dernier Chien (El último perro)
- 1968 : Humo de Marihuana
- 1977 : Hombres de mar